# Boungou (Bilanga)
Pour les articles homonymes, voir Boungou.
Ne doit pas être confondu avec Boungou-Folgou ou Boungou-Natimsa.
Boungou est une localité située dans le département de Bilanga de la province de la Gnagna dans la région Est au Burkina Faso.

## Géographie
Boungou se trouve à 10 km au nord-est de Dipienga.

## Santé et éducation
Le centre de soins le plus proche de Boungou est le centre de santé et de promotion sociale (CSPS) de Dipienga.
Le village possède une école primaire publique.